# مارپیچ‌های کورشمان

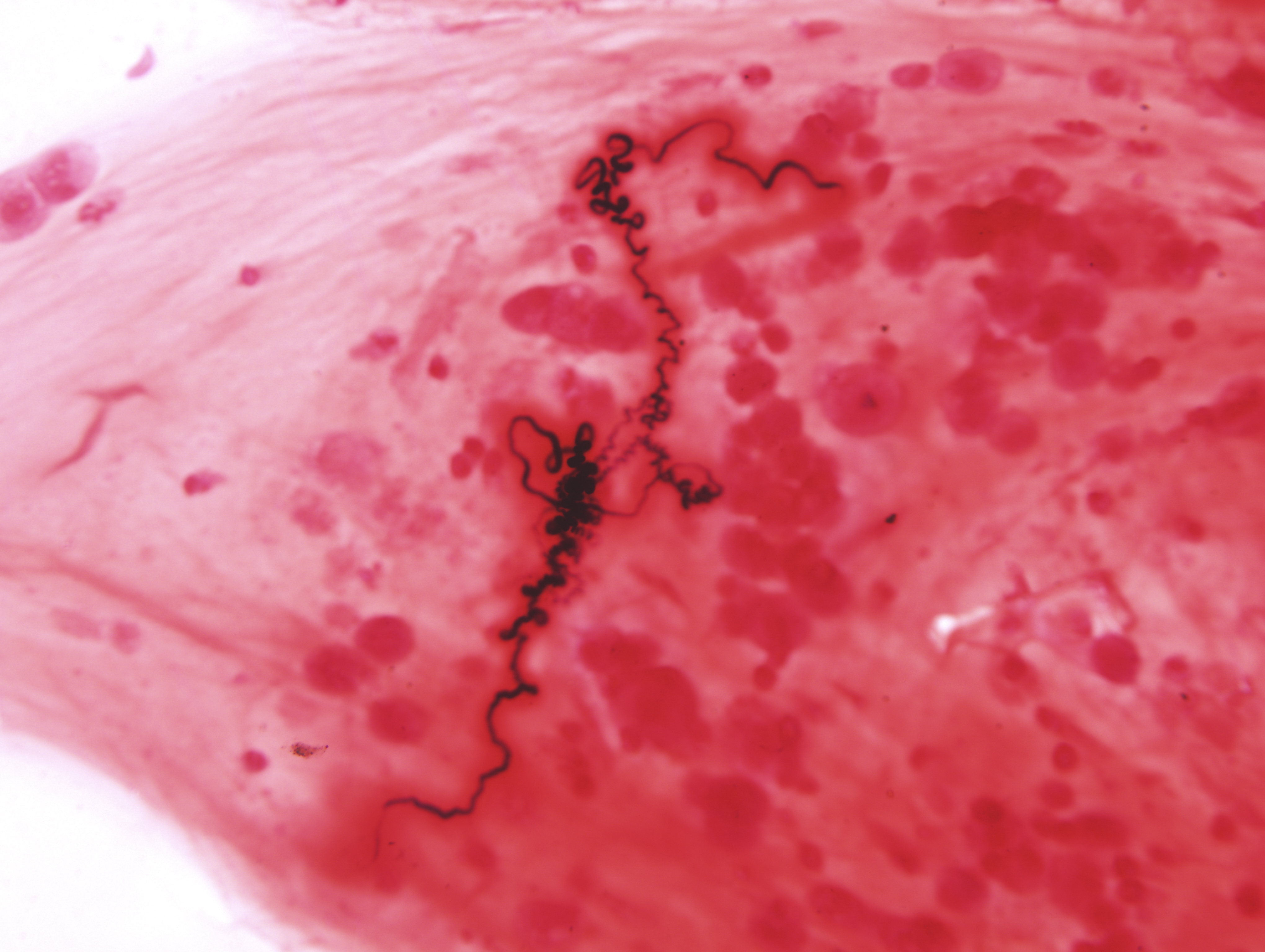
مارپیچ‌های کورشمان

مارپیچ کورشمان (به آلمانی: Curschmann-Spiralen) یافته‌های میکروسکوپی در خلط بیماران مبتلا به آسم هستند که این پلاگ‌های موکوسی مارپیچی شکل، از مجاری غدد موکوس ساب اپیتلیال یا برونشیول‌ها هستند. این حالت ممکن است در بیماری‌های مختلف ریه رخ دهد.
این اصطلاح ممکن است برگرفته از نمای اپیتلیوم مشاهده شده در نمونه‌های بیوپسی بیماران مبتلا به آسم باشد. این کست‌های میکروسکوپی بر اساس نام پزشک آلمانی هاینریش کورشمان (۱۸۴۶–۱۹۱۰) نامیده شده‌اند. مارپیچ کورشمان اغلب در ارتباط با اجسام کرلا (creola bodies) و کریستال‌های شارکوت-لیدن دیده می‌شوند. آنها کست‌های میکروسکوپی مخاطی درازی از برونش‌های کوچک هستند که معمولاً در نمونه خلط‌های بیماران مبتلا به آسم دیده می‌شوند. آنها می‌توانند تا طول حدود ۲ سانتیمتر و حتی بیشتر کشیده شوند. آنها یک هسته مرکزی دارند که ممکن است لابه لای باقیمانده‌های سلولی (cell debris) و مخاط محصور شده باشد.